# 록맨 컴플리트 웍스
《록맨 컴플리트 웍스》(ロックマンコンプリートワークス)는 캡콤이 리메이크 게임 구성품이다. 《록맨 1》부터 《록맨 6: 사상 최대의 싸움!!》까지 총 여섯 작품을 플레이스테이션으로 이식한 저가형 상품으로, 각 디스크당 한 게임씩 담겨 1999년에 일본서만 발매됐다.
패미컴 게임을 그대로 플레이할 수 있는 '오리지널 모드' 이외에 '나비 모드'를 선택할 수 있는데, 이 모드에선 화면 밖의 HUD에서 진행을 위한 팁을 알려주는 도우미와 어레인지된 사운드트랙 등 여러 가지 추가된 요소들을 즐길 수 있다. 포켓스테이션과도 연동이 가능해서 게임 내의 보스들을 불러서 가위바위보 형식의 미니게임 '포케록'을 할 수 있다.
컴플릭트 웍스 버전의 여섯 작품들은 후에 플레이스테이션 2로 발매된 록맨 X7의 특별판 〈록맨 컬렉션 스페셜 박스〉에 증정품으로 포함됐다. 또한 북미 지역에서만 발매된 메가맨 애니버서리 컬렉션에도 일부 내용이 추가됐다.